# Брайт Аррі-Мбі
Брайт Акво Аррі-Мбі (нім. Bright Akwo Arrey-Mbi, нар. 26 березня 2003, Кумба, Камерун) — німецький футболіст камерунського походження, захисник клубу «Ганновер 96» та молодіжної збірної Німеччини.

## Ігрова кар'єра

### Клубна
Брайт Аррі-Мбі народився у Камеруні але футболом почав займатися в Англії, куди перебрався у 2014 році. Першою його молодіжною командою був «Норвіч Сіті». Але майже одразу футболіст перебрався до «Челсі», де провів в академії п'ять років. А в 2019 році Аррі-Мбі переїхав до Німеччини, до футбольної академії мюнхенської «Баварії». 
З 2020 року Аррі-Мбі почали залучати до другої команди, яка виступає у Регіональній лізі. Разом з молодіжної командою футболіст виступав у Юнацькій лізі. А 1 грудня 2020 року захисник вийшов у стартовому складі «Баварії» на матч Ліги чемпіонів проти мадридського «Атлетіко». Але надалі пробитися до основи мюнхенського клубу Аррі-Мбі не зумів. А 2022 рік провів, граючи в оренді у другій команді «Кельна».
Перед початком сезону 2022/23 Брайт знову був відправлений в оренду у клуб Другої Бундесліги «Ганновер 96». А влітку 2023 року після завершення контракту з «Баварією» Аррі-Мбі як вільний агент підписав з клубом повноцінний контракт.

### Збірна
Маючи камерунське коріння, на міжнародному рівні Аррі-Мбі обрав Німеччину. З 2016 року він захищав кольори юнацьких збірних Німеччини. У 2023 році футболіст дебютував у складі молодіжної збірної Німеччини.